# Кегалле (підрозділ окружного секретаріату)
Підрозділ окружного секретаріату Кегалле — підрозділ окружного секретаріату округу Кегалле, провінції Сабарагамува, Шрі-Ланка. Складається з 61 Грама Ніладхарі.